# Ferran Rauret
Ferran Rauret fou un tenor català de mitjan segle xix.
Va aparèixer en la primera òpera estrenada al Liceu de Barcelona, Anna Bolena, el 17 d'abril de 1847 en un paper secundari. Només se sap que després va cantar cinc temporades seguides al Liceu. També apareix actiu a Girona per la mateixa època.